# オッパイをとったカレシ。—約束—
『オッパイをとったカレシ。―約束―』（オッパイをとったカレシ。―やくそく―）は、芹沢由紀子による日本の漫画作品。『THEデザート』（講談社）にて2009年11月号と2010年1月号に掲載された。単行本はKCデザートより全1巻。
シリーズ前作として『デザート』2000年9月号増刊スペシャル1000夏号に掲載された読切の『オッパイをとったカレシ。』がある。登場人物が異なるがテーマは同じ。
性同一障害者（FtM；身体的には女性で、性自認は男性）である彼の揺れる心と、周囲が描かれている。

## あらすじ
成瀬レイコは、自分の性別に違和を持っていた。

## 登場人物
- 成瀬治陽（成瀬レイコ）　FtM
- 石川あおい（石川隼斗）　MtF
- 淳子
- 七菜　トラニチェイサーっぽい女性
- 成瀬美治（みはる）　治陽の母
- 成瀬陽一郎　治陽の父
- 裕樹　FtM
- 青山
- 昇　FtM
- 綾音

## 書誌情報
- 芹沢由紀子『オッパイをとったカレシ。』講談社〈KCデザート〉全1巻、2002年12月11日発売[1]、ISBN 978-4-06-341196-6
- 芹沢由紀子『オッパイをとったカレシ。―約束―』講談社〈KCデザート〉全1巻、2010年1月13日発売[2]、ISBN 978-4-06-365587-2